# Aechmea wittmackiana
Espèce
Classification phylogénétique
Synonymes
- Aechmea distichantha var. canaliculata M.B.Foster
- Aechmea jucunda E.Morren ex Baker
- Platyaechmea wittmackiana (Regel) L.B.Sm. & W.J.Kress
- Quesnelia wittmackiana Regel

Aechmea wittmackiana est une espèce de plantes de la famille des Bromeliaceae, endémique de la forêt atlantique (mata atlântica en portugais) au Brésil.

## Synonymes
- Aechmea distichantha var. canaliculata M.B.Foster[1] ;
- Aechmea jucunda E.Morren ex Baker[1] ;
- Platyaechmea wittmackiana (Regel) L.B.Sm. & W.J.Kress[1] ;
- Quesnelia wittmackiana Regel[1].